# Udupi (stad)
Udupi is een dorp in het district Udupi van de Indiase staat Karnataka.

## Geschiedenis
De Zwitserse missiearts Eva Lombard richtte in Udupi een ziekenhuis op.

## Demografie
Volgens de Indiase volkstelling van 2001 wonen er 113.039 mensen in Udupi, waarvan 49% mannelijk en 51% vrouwelijk is. De plaats heeft een alfabetiseringsgraad van 83%.

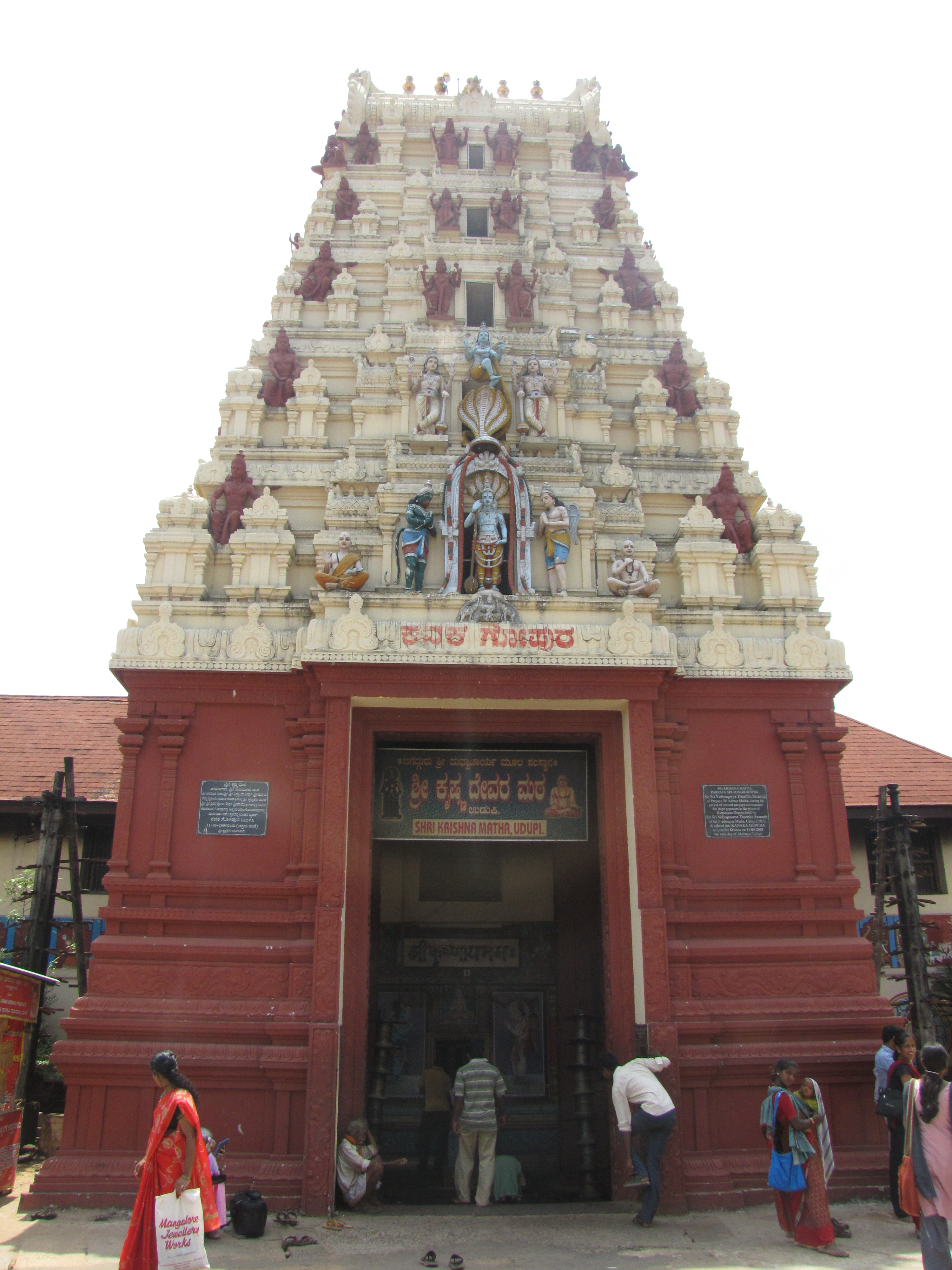
De Krishna-tempel in Udupi